# Manchester City Football Club 1971-1972
Questa voce raccoglie le informazioni riguardanti il Manchester City Football Club nelle competizioni ufficiali della stagione 1971-1972.

## Stagione
Nella prima metà della stagione la squadra, nel frattempo autrice di un avvio lento in campionato ed eliminata nelle fasi iniziali delle coppe, subì alcuni avvicendamenti nell'organigramma societario: nel mese di ottobre Joe Mercer era stato promosso direttore generale lasciando pieni incarichi a Malcolm Allison per la guida tecnica della squadra mentre, qualche settimana dopo, il presidente Albert Alexander cedette il proprio incarico al figlio Eric. Vennero quindi intraprese alcune importanti operazioni di calciomercato, con la cessione della bandiera Neil Young e l'acquisto di Rodney Marsh, per la cifra record di 200 mila sterline.
L'avvento dell'attaccante causò un'importante modifica all'assetto tattico della squadra che, unito alle intemperanze del giocatore stesso, provocò un brusco calo di rendimento dei Citizens. Dopo aver assunto il comando solitario della classifica a febbraio e guadagnato un cospicuo vantaggio sulle inseguitrici nel mese successivo, nella parte conclusiva del campionato il City accusò un declino delle prestazioni che lo porterà a concludere il torneo con un punto di svantaggio sul Derby County campione, risultando quarto per il peggior quoziente reti nei confronti di Liverpool e Leeds Utd.

## Maglia e sponsor
Vengono confermate le divise introdotte nel 1970.
| Casa |

## Calciomercato

### Sessione estiva
| Cessioni | Cessioni      | Cessioni       | Cessioni              |
| R.       | Nome          | a              | Modalità              |
| -------- | ------------- | -------------- | --------------------- |
| D        | George Heslop | Cape Town City | prestito              |
| C        | Ian Bowyer    | Leyton Orient  | definitivo (25 000 £) |
| C        | Arthur Mann   | Notts County   | definitivo (15 000 £) |

| Acquisti | Acquisti   | Acquisti      | Acquisti              |
| R.       | Nome       | da            | Modalità              |
| -------- | ---------- | ------------- | --------------------- |
| A        | Wyn Davies | Newcastle Utd | definitivo (60 000 £) |

### Operazioni esterne alle sessioni
| Cessioni | Cessioni     | Cessioni      | Cessioni              |
| R.       | Nome         | a             | Modalità              |
| -------- | ------------ | ------------- | --------------------- |
| P        | Ron Healey   | Coventry City | prestito              |
| C        | Dave Connor  | Preston N.E.  | definitivo            |
| A        | Neil Young   | Preston N.E.  | definitivo (48 000 £) |
| A        | Steve Carter | Notts County  | definitivo (18 000 £) |

| Acquisti | Acquisti      | Acquisti       | Acquisti               |
| R.       | Nome          | da             | Modalità               |
| -------- | ------------- | -------------- | ---------------------- |
| P        | Ron Healey    | Coventry City  | fine prestito          |
| D        | George Heslop | Cape Town City | fine prestito          |
| A        | Rodney Marsh  | QPR            | definitivo (200 000 £) |

## Rosa
| N. |                        | Ruolo | Calciatore           |
| -- | ---------------------- | ----- | -------------------- |
|    | Inghilterra (bandiera) | P     | Joe Corrigan         |
|    | Irlanda (bandiera)     | P     | Ron Healey           |
|    | Inghilterra (bandiera) | D     | Colin Barrett        |
|    | Inghilterra (bandiera) | D     | Tony Book (capitano) |
|    | Inghilterra (bandiera) | D     | Dave Connor          |
|    | Inghilterra (bandiera) | D     | Tommy Booth          |
|    | Scozia (bandiera)      | D     | Willie Donachie      |
|    | Inghilterra (bandiera) | D     | George Heslop        |
|    | Inghilterra (bandiera) | D     | Derek Jeffries       |
|    | Inghilterra (bandiera) | D     | Glyn Pardoe          |
|    | Inghilterra (bandiera) | C     | Colin Bell           |
|    | Inghilterra (bandiera) | C     | Frank Carrodus       |
|    | Inghilterra (bandiera) | C     | Mike Doyle           |

| N. |                        | Ruolo | Calciatore      |
| -- | ---------------------- | ----- | --------------- |
|    | Inghilterra (bandiera) | C     | Phil Henson     |
|    | Galles (bandiera)      | C     | Jeff Johnson    |
|    | Inghilterra (bandiera) | C     | Alan Oakes      |
|    | Inghilterra (bandiera) | C     | Tony Towers     |
|    | Inghilterra (bandiera) | A     | Michael Brennan |
|    | Inghilterra (bandiera) | A     | Steve Carter    |
|    | Galles (bandiera)      | A     | Wyn Davies      |
|    | Inghilterra (bandiera) | A     | Fred Hill       |
|    | Inghilterra (bandiera) | A     | Francis Lee     |
|    | Inghilterra (bandiera) | A     | Rodney Marsh    |
|    | Inghilterra (bandiera) | A     | Ian Mellor      |
|    | Inghilterra (bandiera) | A     | Mike Summerbee  |
|    | Inghilterra (bandiera) | A     | Neil Young      |

## Statistiche

### Statistiche di squadra
| Competizione   | Punti | In casa | In casa | In casa | In casa | In casa | In casa | In trasferta | In trasferta | In trasferta | In trasferta | In trasferta | In trasferta | Totale | Totale | Totale | Totale | Totale | Totale | DR  |
| Competizione   | Punti | G       | V       | N       | P       | Gf      | Gs      | G            | V            | N            | P            | Gf           | Gs           | G      | V      | N      | P      | Gf     | Gs     | DR  |
| -------------- | ----- | ------- | ------- | ------- | ------- | ------- | ------- | ------------ | ------------ | ------------ | ------------ | ------------ | ------------ | ------ | ------ | ------ | ------ | ------ | ------ | --- |
| First Division | 57    | 21      | 16      | 3       | 2       | 48      | 15      | 21           | 7            | 8            | 6            | 29           | 30           | 42     | 23     | 11     | 8      | 77     | 45     | +32 |
| FA Cup         | -     | 1       | 0       | 1       | 0       | 1       | 1       | 1            | 0            | 0            | 1            | 0            | 1            | 2      | 0      | 1      | 1      | 1      | 2      | -1  |
| EFL Cup        | -     | 1       | 1       | 0       | 0       | 4       | 3       | 1            | 0            | 0            | 1            | 0            | 3            | 2      | 1      | 0      | 1      | 4      | 6      | -2  |
| Totale         | -     | 23      | 17      | 4       | 2       | 53      | 19      | 24           | 7            | 8            | 8            | 29           | 34           | 46     | 24     | 12     | 10     | 82     | 53     | +29 |

### Andamento in campionato
Luogo, risultato e posizione seguono l'ordine ufficiale delle giornate.
| Giornata  | 1  | 2 | 3 | 4  | 5 | 6 | 7 | 8 | 9 | 10 | 11 | 12 | 13 | 14 | 15 | 16 | 17 | 18 | 19 | 20 | 21 | 22 | 23 | 24 | 25 | 26 | 27 | 28 | 29 | 30 | 31 | 32 | 33 | 34 | 35 | 36 | 37 | 38 | 39 | 40 | 41 | 42 |
| --------- | -- | - | - | -- | - | - | - | - | - | -- | -- | -- | -- | -- | -- | -- | -- | -- | -- | -- | -- | -- | -- | -- | -- | -- | -- | -- | -- | -- | -- | -- | -- | -- | -- | -- | -- | -- | -- | -- | -- | -- |
| Luogo     | C  | C | T | T  | C | C | T | C | T | C  | T  | C  | T  | C  | T  | C  | T  | T  | C  | T  | C  | C  | T  | C  | T  | T  | C  | T  | C  | T  | C  | T  | C  | T  | T  | C  | C  | T  | C  | T  | C  | T  |
| Risultato | P  | V | N | P  | V | V | N | V | N | V  | V  | V  | P  | V  | N  | N  | V  | V  | V  | P  | V  | N  | V  | N  | N  | V  | V  | N  | V  | V  | V  | V  | V  | P  | N  | P  | V  | P  | V  | N  | V  | P  |
| Posizione | 17 | 9 | 9 | 14 | 9 | 8 | 6 | 4 | 5 | 4  | 4  | 3  | 3  | 2  | 3  | 3  | 3  | 3  | 2  | 3  | 2  | 2  | 2  | 2  | 2  | 1  | 1  | 1  | 1  | 1  | 1  | 1  | 1  | 1  | 1  | 2  | 1  | 2  | 2  | 3  | 2  | 4  |

Fonte:  Premier League 1971/1972 » Schedule, su worldfootball.net.
Legenda:

Luogo: C = Casa; T = Trasferta. Risultato: V = Vittoria; N = Pareggio; P = Sconfitta.